# Fanny Gibert

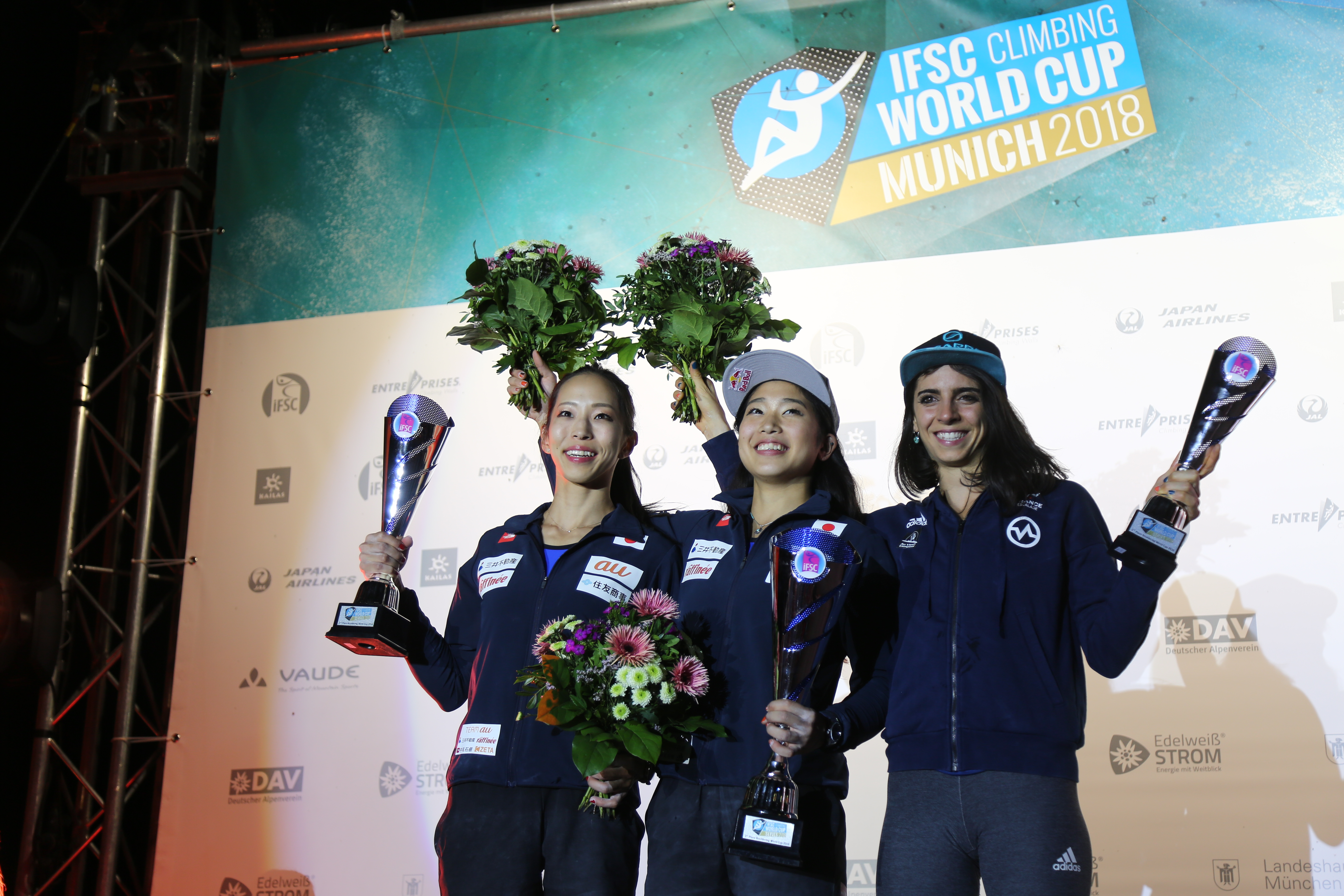
Puchar Świata, Monachium 2018. Podium od lewej stoją; Akiyo Noguchi (2 m.), Miho Nonaka (1 m.) oraz Fanny Gibert (3 m.)

Fanny Gibert (Aviernoz, ur. 16 lutego 1993 w Montpellier) – francuska wspinaczka sportowa specjalizująca się w boulderingu, prowadzeniu oraz we wspinaczce łącznej. Akademicka mistrzyni świata z 2016, dwukrotna akademicka mistrzyni Europy z Katowic.
Jest studentką Krajowego Instytutu Nauk Stosowanych w Lyonie.

## Kariera sportowa
W 2015 w Katowicach została podwójną akademicką mistrzynią Europy w boulderingu oraz w prowadzeniu. W 2016 w Szanghaju wywalczyła tytuł Akademickiego mistrz świata w boulderingu, a w Bratysławie w 2018 zdobyła brązowy medal we wspinaczce łącznej.
Uczestniczka World Games we Wrocławiu w 2017 roku, gdzie zdobyła brązowy medal w boulderingu.
Uczestniczka prestiżowych, elitarnych zawodów wspinaczkowych Rock Master we włoskim Arco, gdzie zwyciężyła w boulderingu w 2018.

## Osiągnięcia

### Mistrzostwa świata
| Konkurencje       | 2014 | 2016 | 2018 | 2019 |
| Bouldering        | 10   | 23   | 9    | —    |
| Prowadzenie       | —    | —    | —    | 33   |
| Wspinaczka łączna | —    | —    | —    | 23   |

### World Games
| Konkurencje | 2017 |
| Bouldering  | 3    |

### Akademickie mistrzostwa świata
| Konkurencje       | 2016 | 2018 |
| Bouldering        | 1    | —    |
| Wspinaczka łączna | —    | 3    |

### Akademickie mistrzostwa Europy
| Konkurencje | 2015 |
| Bouldering  | 1    |
| Prowadzenie | 1    |